# Góra Świętego Jana
Góra Świętego Jana is een plaats in het Poolse district Limanowa, woiwodschap Klein-Polen. De plaats maakt deel uit van de gemeente Jodłownik en telt 370 inwoners.